# Tomasz Kędziora
Tomasz Karol Kędziora (Polish pronunciation: [tɔmaʂ   karɔl   kɛnd͡ắɔra]; n. 11 iunie 1994, Sulechów, Voievodatul Lubusz, Polonia) este un fotbalist polonez care joacă pe postul de fundaș pentru clubul ucrainean Dinamo Kiev.

## Cariera pe echipe
La vârsta de doar patru ani, Tomasz Karol Kędziora a început să joace la academia de tineret a lui UKP Zielona Góra. El era instruit în acel moment de tatăl său, Miroslaw.
În iulie 2010, a participat ca jucător al UKP Zielona Góra în turneul final al campionatului Poloniei la juniori. Echipa a câștigat medalia de bronz și era antrenată de tatăl lui Tomasz Kędziora.

### Lech Poznań
Înainte de începerea sezonului 2010/2011, Kędziora a ajuns la Lech Poznań. A jucat inițial pentru echipa echipa de tineret, prentru care a jucat a jucat 20 de meciuri și a marcat două goluri în sezonul 2010-2011. În toamna sezonului 2011-2012, a fost primit la antrenamentele primei echipe.
La 20 septembrie 2011, Kędziora a fost inclus pe foaia de joc pentru șaisprezecimile Cupei Poloniei cu Chrobry Głogów dar nu a jucat. Pe 21 iunie 2012, Kędziora a semnat un nou contract pe trei ani cu clubul din Poznań, valabil până la 30 iunie 2015.
Kędziora a debutat pentru prima echipă pe 12 iulie 2012 într-o remiză scor 1-1 în prima rundă de calificare în Europa League într-un meci cu clubul kazah FC Zhetysu, intrând în minutul 90 în locul lui Bartosz Ślusarski.
Pe 27 octombrie 2012, Kędziora a debutat în Ekstraklasa în înfrângerea cu 0-2 împotriva lui Jagiellonia Białystok din etapa a 9-a, înlocuindu-l pe Hubert Wołąkiewicz în minutul 62. Pe 20 septembrie 2013, în timpul celei de-a opta etapă a Ekstraklasa cu Pogoń Szczecin, a suferit o accidentare la mușchiului coapsei și a revenit pe 13 decembrie pentru meciul din etapa a 21-a împotriva lui Zawisza din Bydgoszcz. Pe 5 mai 2014, a marcat primul său gol în Prima Ligă a Poloniei, într-o victorie cu 2-1 în etapa a 32-a împotriva lui Zawisza Bydgoszcz.
Kędziora a semnat un nou contract cu Poznan pe 1 noiembrie 2015, a cărui durată se întindea pe trei ani, între 1 iulie 2015 și 30 iunie 2018. În sezonul 2014-2015 a câștigat titlul  cu Lech Poznań, jucând în 35 de meciuri, marcând 3 goluri și dând șase pase de gol.

### Dinamo Kiev
La 11 iulie 2017, Kędziora a semnat un contract pe 4 ani cu clubul ucrainean Dinamo Kiev.

## La națională
Kędziora a primit prima sa convocare la naționala Poloniei pentru meciurile amicale împotriva Georgiei și Greciei în iunie 2015. A debutat la națională împotriva Mexicului pe 13 noiembrie 2017.
În luna mai a anului 2018 a fost inclus de selecționerul Poloniei, Adam Nawałka, în lotul lărgit format din 35 de jucători, în vederea participării la Campionatul Mondial din 2018 din Rusia. El nu a făcut parte din lotul final de 23 de jucători.